# Sandberg (Familienname)
Sandberg ist ein schwedischer Familienname.

## Namensträger
- Anders Sandberg (Politiker 1797) (1797–1876), schwedischer Geistlicher und Politiker, Reichstagsabgeordneter
- A. W. Sandberg (Anders Wilhelm Sandberg; 1887–1938), dänischer Filmregisseur und Kameramann
- Anders Sandberg (Schauspieler), (dänischer ?) Schauspieler
- Anders Sandberg (Schwimmer) (* 1953), schwedischer Schwimmer
- Anders Sandberg (Sänger) (1968–2024), schwedischer Sänger
- Anders Sandberg (Neuroinformatiker) (* 1972), schwedischer Neuroinformatiker, Futurist und Transhumanist
- Anna Sandberg (* 2003), schwedische Fußballspielerin
- Åke Sandberg (* 1944), schwedischer Soziologe
- Alrik Sandberg (1885–1975), schwedischer Ringer
- Birger Sandberg (1918–1998), schwedischer Sportfunktionär
- Britta Sandberg (* 1964), deutsche Journalistin
- Carl Sandberg (Historiker) (1798–1879), schwedischer Historiker
- Carl Sandberg (Leichtathlet) (Fredrik Carl Ignatius Sandberg; 1876–1946), schwedischer Leichtathlet
- Christina Sandberg (* 1948), schwedische Tennisspielerin
- David F. Sandberg (* 1981), schwedischer Filmregisseur
- Eberhard Sandberg (* 1926), deutscher Politiker (CDU)
- Eliʿezer Sandberg (* 1962), israelischer Politiker
- Elna Fonnesbech-Sandberg (1892–1994), dänische Kunstsammlerin und Malerin
- Eric Sandberg (1884–1966), schwedischer Segler
- Erling Sandberg (1879–1956), norwegischer Politiker
- Ernst Sandberg (1849–1917), deutscher Mediziner
- Espen Sandberg (* 1971), norwegischer Regisseur
- Filip Sandberg (* 1994), schwedischer Eishockeyspieler
- Francine Sandberg, französische Filmeditorin
- Gösta Sandberg (1932–2006), schwedischer Fußball- und Eishockeyspieler
- Gustaf Sandberg (1888–1956), schwedischer Fußballspieler
- Gustav Sandberg Magnusson (* 1992), schwedischer Fußballspieler
- Håkan Sandberg (* 1958), schwedischer Fußballspieler und -trainer
- Harald Sandberg (Segler) (1883–1940), schwedischer Segler
- Harald Sandberg (Diplomat) (* 1950), schwedischer Diplomat
- Heinz Sandberg (* 1920 oder 1921), deutscher Musiker
- Herbert Sandberg (Dirigent) (1902–1966), deutsch-schwedischer Dirigent und Komponist
- Herbert Sandberg (Karikaturist) (1908–1991), deutscher Grafiker, Karikaturist und Widerstandskämpfer
- Inger Sandberg (1930–2023), schwedische Schriftstellerin
- Jacqueline Royaards-Sandberg (1876–1976), niederländische Bühnenschauspielerin
- Johan Gustaf Sandberg (1782–1854), schwedischer Maler und Zeichner
- Kristin Sandberg (* 1972), norwegische Fußballspielerin
- Lasse Sandberg (1924–2008), schwedischer Schriftsteller und Illustrator
- Malin Sandberg (* 2000), schwedische Handballspielerin
- Marius Sandberg (1896–1986), niederländischer Fußballspieler
- Markus Sandberg (* 1990), schwedischer Fußballtorhüter
- Martin Sandberg (* 1971), schwedischer Musikproduzent und Komponist
- Mauritz Sandberg (1895–1981), schwedischer Fußballspieler
- Mechtild Sandberg-Ciletti, deutsche Übersetzerin
- Michael Sandberg, Baron Sandberg (1927–2017), britischer Manager und Politiker
- Muriel Sandberg (* 1973), norwegische Illustratorin und Künstlerin
- Niklas Sandberg (* 1978), schwedischer Fußballspieler
- Nikolaj Juul-Sandberg (* 2006), dänischer Fußballspieler
- Nina Sandberg (* 1967), norwegische Politikerin
- Per Sandberg (* 1960), norwegischer Politiker
- Roger Sandberg (* 1972), schwedischer Fußballspieler, -trainer und -funktinoär
- Roland Sandberg (* 1946), schwedischer Fußballspieler
- Ryne Sandberg (1959–2025), US-amerikanischer Baseballspieler
- Serge Sandberg (1879–1981), französischer Filmproduzent
- Sheryl Sandberg (* 1969), US-amerikanische Geschäftsfrau
- Steve Sem-Sandberg (* 1958), schwedischer Schriftsteller, Kritiker und Übersetzer
- Suzanne Sandberg, französische Filmeditorin
- Sven-Olof Sandberg (1905–1974), schwedischer Sänger und Schauspieler
- Thomas Sandberg (* 1952), deutscher Fotograf
- Tom Sandberg (Fotograf) (1953–2014), norwegischer Künstler und Fotograf
- Tom Sandberg (Nordischer Kombinierer) (* 1955), norwegischer Nordischer Kombinierer
- Vera Sandberg (1895–1979), schwedische Chemieingenieurin
- Vivien Sandberg (* 2001), deutsche Tennisspielerin
- Willem Sandberg (1897–1984), niederländischer Grafiker und Museumsdirektor